# Le Kit du Parfait Combattant
 (mars 2017).
Si vous disposez d'ouvrages ou d'articles de référence ou si vous connaissez des sites web de qualité traitant du thème abordé ici, merci de compléter l'article en donnant les références utiles à sa vérifiabilité et en les liant à la section « Notes et références ».
Pour plus de détails, voir Fiche technique et Distribution.
Le Kit du Parfait Combattant ou Faites-le vous-même ! (The Tom and Jerry Cartoon Kit en VO) est le 123e court métrage d'animation de la série américaine Tom et Jerry réalisé par Gene Deitch et sorti le 10 août 1962. Il s’agit du neuvième court-métrage de la série réalisé par ce dernier.

## Fiche Technique
- Titre original : The Tom and Jerry Cartoon Kit
- Titres français : Le Kit du Parfait Combattant ou Faites-le vous-même
- Réalisation : Gene Deitch, Václav Bedrich (animation)
- Production : William L. Snyder
- Scénario : Chris Jenkyns
- Musique : Steven Konichek
- Animation : Jindra Barta, Antonín Bures, Mirek Kacena,  Milan Klikar, Vera Kudrnová , Vera Maresová, Olga Sisková, Zdenka Skrípková, Zdenek Smetana (non-crédités)
- Décors : Bohumil Siska, Miluse Hluchanicová
- Couleurs : Metrocolor
- Société de production : Rembrandt Films
- Société de distribution  : Metro-Goldwin-Mayer
- Pays de production :   États-Unis,  Tchécoslovaquie (aujourd’hui République Tchèque)
- Langue : Anglais
- Durée : 6 minutes
- Date de sortie  : 10 août 1962 (États-Unis)